# Козлов, Михаил Сергеевич (футболист)
Михаи́л Серге́евич Козло́в (2 ноября 1986, Ленинград, СССР) — российский футболист, полузащитник, нападающий.

## Карьера
Футболом начал заниматься в 6 лет СДЮШОР «Смена». Первый тренер — Смыков Александр Петрович. С 2000 по 2003 занимался в школе петербургского «Локомотива». Первый профессиональный контракт подписал в 2004 году с клубом «Зенит-2». В 2005 году заключил контракт с питерским «Зенитом». 3 ноября 2005 года сыграл единственную игру в Кубке УЕФА против клуба «Болтон Уондерерс» (1:0). В марте 2007 года перешёл в «Текстильщик-Телеком». В январе 2008 года пополнил ряды «Ростова». За «Урал» и «Витязь» выступал на правах аренды. В 2010—2013 годах выступал за питерские клубы «Динамо», «Петротрест» и «Русь». 17 января 2014 года перешёл в «Сокол». С февраля 2015 года играл за «Луч-Энергию». Летом 2016 вернулся в «Динамо». В январе 2018 года завершил карьеру.

## Достижения
- Победитель Первого дивизиона: 2008
- Победитель Второго дивизиона (3): 2011/12 (зона «Запад»), 2013/14 (зона «Центр»), 2016/17 (зона «Запад»)